# دينيس هايز
دينيس هايز (بالإنجليزية: Denis Hayes)‏ هو عالم بيئة أمريكي، ولد في 1944 في ويسكونسن في الولايات المتحدة.

## وصلات خارجية
- دينيس هايز على موقع الموسوعة البريطانية (الإنجليزية)